# Tobery
Tobery är en ort i Mexiko.   Den ligger i kommunen Angostura och delstaten Sinaloa, i den västra delen av landet, 1 100 km nordväst om huvudstaden Mexico City. Tobery ligger 18 meter över havet och antalet invånare är 107.
Terrängen runt Tobery är mycket platt. Runt Tobery är det ganska glesbefolkat, med 43 invånare per kvadratkilometer. Närmaste större samhälle är Guamúchil, 19,2 km nordost om Tobery. Trakten runt Tobery består till största delen av jordbruksmark.